# Kulcsár Irma
Kulcsár Irma (Budapest, 1915. március 14. – Budapest, 1944. július 29.) magyar színésznő, előadóművész.

## Élete
1939-ben végzett a Színiakadémián. Szavalóesteket tartott a Vigadóban, a Zeneakadémián, illetve a Magyar Rádióban is, ezen kívül pedig vidéken is fellépett.

## Filmje
- És a vakok látnak... (1943)